# Маллакент
Маллакент (кайт. Маллаккент) — село в Кайтагском районе Республики Дагестан. Входит в состав муниципального образования сельское поселение «сельсовет Янгикентский».

## География
Село расположено в 10 км к северо-западу от районного центра — села Маджалис.

## История
ЗАПИСКА О СОСЛОВНО-ПОЗЕМЕЛЬНОМ СТРОЕ В КАЙТАГЕ. 1900 г. 
В магале Верхний Терекеме есть небольшое селение Мола-кент, образовавшееся около 30 лет тому назад. В этом селении в настоящее время около 18 дворов поселян, его образовали выходцы из Горного Кайтага Даргинского округа и из сел. Хущаха. На месте этого селения, по преданию, было прежде селение, носившее то же самое название, жители которого во время чумы все погибли. Нынешнее сел. Мола-кент образовалось во время управления Кайтагом Джамов-бека, который, разрешив селиться на этом месте, заключил с переселенцами условие, по которому они обязались по истечении 30 льготных лет доставлять ему по одной арбе дров. Это условие, написанное на клочке бумаги, нигде не засвидетельствованное, не должно иметь значения как обязательство для поселян, так как Джамов-бек не был уцмием, а управляющим Кайтагом, поставленным нашим правительством, а потому не мог распорядиться свободно землею, как собственностью, тем более что и соседнее селение Янгикент отдано было генералом Ермоловым в управление матери его, жене Адиль уцмия, по возвращении ее из Аварии после смерти мужа, вследствие чего и помянутое выше условие может служить лишь доказательством того, что жители сел. Мола-кент не самовольно водворились на месте настоящего их поселения. Да и сам Джамов-бек, как видно из протокола Дербентской комиссии, не простирал свои права на это селение, ибо оно в оных не значится; тогда как все земли и селения, на которые предъявляли свои права беки, записаны во вторую графу этого протокола.

## Население
| 1895 | 1926 | 1939 | 1970 | 1989 | 2002 | 2010 |
| ---- | ---- | ---- | ---- | ---- | ---- | ---- |
| 141  | ↘125 | ↗164 | ↘147 | ↗181 | ↗255 | ↗264 |
| 2021 |      |      |      |      |      |      |
| ↘247 |      |      |      |      |      |      |

Национальный состав
По данным Всероссийской переписи населения 2010 года:
| № | Национальность | Численность, чел. | Доля   |
| - | -------------- | ----------------- | ------ |
| 1 | даргинцы       | 256               | 97,0 % |
| 2 | другие         | 8                 | 3,0 %  |